# Briceni (distrikt)
Briceni ( moldaviska: Районул Бричень, Raionul Briceni, ryska: Бричанский район) är ett distrikt i Moldavien. Det ligger i den nordvästra delen av landet. Antalet invånare är 75 978. Arean är 814 kvadratkilometer. Briceni gränsar till Tjernivtsi oblast.
Terrängen i Briceni är platt.
Följande samhällen finns i Briceni:
- Briceni
- Lipcani